# James A. Hamill
James Alphonsus Hamill (ur. 30 marca 1877 w Jersey City, zm. 15 grudnia 1941 w Jersey City) – amerykański polityk, członek Partii Demokratycznej.

## Działalność polityczna
W okresie od 4 marca 1907 do 3 marca 1913 przez trzy kadencje był przedstawicielem 10. okręgu, a następnie do 3 marca 1921 przez cztery kadencje przedstawicielem nowo utworzonego 12. okręgu wyborczego w stanie New Jersey w Izbie Reprezentantów Stanów Zjednoczonych.